# 担保 (电影)
为2020年上映的韩国剧情片，由《海云台》副导演、《合奏》的导演姜旲奎执导，成東鎰、河智苑、金熙元、朴昭怡主演，2020年9月29日在韩国上映。本片被翻拍为中国电影《无价之宝》。

## 剧情概要
影片分别以1993年和2000年为背景，讲述高利贷业者斗锡和他的后辈宗裴去回收欠款时，稀里糊涂地将9岁的胜伊作为担保带走并抚养长大的故事。

## 演员阵容

### 主要人物
- 成東鎰 饰演 斗锡
- 河智苑 饰演 胜伊
- 金熙元 饰演 宗裴
- 朴昭怡 饰演 胜伊（童年时期）

### 其他人物
- 金在华 饰演 郑太太
- 劉台午 饰演 刘德华
- 鄭仁基 饰演 老翻译
- 秦裕榮 饰演 大韩民国长官
- 洪承希 饰演 学生时期的胜伊
- 俞成柱 饰演 崔满植
- 李在勇 饰演 兄弟福利院院长
- 朴贤淑 饰演 院长修女
- 柳淳雄 饰演 炳达
- 車清華 饰演 炳达的妻子
- 张明峡 饰演 炳燮，胜伊的父亲。
- 李东镇 饰演 胜伊的男友
- 金敏珠 饰演 Crystal
- 金炳哲 饰演 仁川站流浪汉
- 李相和 饰演 中年男子
- 李度烨 饰演 国民学校商谈老师
- 李妃罗 饰演 胜伊的朋友
- 金书铉 饰演 公寓警卫员
- 李太炯 饰演 劳务介绍所班长
- 朴载洪 饰演 夜店侍应生
- 文原柱 饰演 兄弟福利院活动辅助师

### 友情出演
- 金倫珍 饰演 明子 勝伊的媽媽

### 特别出演
- 羅文姬 饰演 胜伊的奶奶

## 奖项荣誉
| 年份   | 颁奖礼                     | 奖项       | 入围者 | 结果 | 备注 |
| ------ | -------------------------- | ---------- | ------ | ---- | ---- |
| 2021年 | 第41届韩国黄金摄影奖颁奖礼 | 最佳男配角 | 金熙元 | 獲獎 |      |
| 2021年 | 第41届韩国黄金摄影奖颁奖礼 | 童星奖     | 朴昭怡 | 獲獎 |      |